# Гарпё, Гуннар Чарльз
Гуннар Чарльз Гарпё (швед. Gunnar Charles Garpö; 13 октября 1919 — 18 мая 1976) — шведский бобслеист, который выступал с начала 1950-х до начала 1960-х годов.

## Карьера
Он выиграл бронзовую медаль в соревнованиях четвёрок на чемпионате мира 1961 года в Лейк-Плэсиде, Нью-Йорк. Гарпё также занял седьмое место в соревнованиях четвёрок на Зимних Олимпийских играх 1952 года в Осло, в составе второй команды Швеции.